# 船津洋
船津 洋（ふなつ ひろし、1965年 - ）は東京都出身の実業家であり日本の言語学者。
株式会社児童英語研究所代表取締役。アイオワ州の高校を卒業後、カンザス州の大学にて学ぶ。帰国後、幼児教育の権威・七田眞に師事、児童英語研究所に入社。幼児教室・英語教室での教務を通じて、幼児の発達に携わる傍ら、幼児・児童向け英語教材『パルキッズ』シリーズをはじめ、幼児・児童向けの英語教材を開発する。また、英語通信教育プログラムの教務担当として10万件以上の指導を行う。全国各地で英語教育メソッドを広める講演会を行っている。2019年上智大学外国語学部英語学科を卒業。上智大学言語科学研究科言語学専攻修士。

## 著書
- 『赤ちゃんのスーパー英語マスター法』（ウィズダムブック社）
- 『Hello, Mommy! 0~6歳から始める超右脳英語学習法』（総合法令出版）
- 『1日90分CDを流すだけ! 子どもが英語を話しだす』（総合法令出版）
- 『Speak up! HAWAII ~スピークアップ! ハワイ~ 旅のシミュレーションで英語がしゃべれる!聞き取れる!』（総合法令出版）
- 『The Mirror Rule 『鏡の法則』を英語で読む』（総合法令出版）
- 『As A Man Thinketh』（総合法令出版）
- 『「原因」と「結果」の法則』を現代英語で読む』（総合法令出版）
- 『たった「80単語」!読むだけで「英語脳」になる本』（三笠書房）
- 『ローマ字で読むな!』（フォレスト出版）
- 『英語の絶対音感トレーニング』（フォレスト出版）
- 『1日たったの90分CDを流すだけ！どんな子でもバイリンガルに育つ魔法のメソッド 』（総合法令出版）
- 『たった「18単語」!「話せる英語脳」になる本』（三笠書房）
- 『子どもの「英語脳」の育て方』（現代書林）
- 『2時間で「話せる・わかる」トラベル英会話』（大和書房）
- 『英語で旅するHAWAII』（総合法令出版）
- 『10万組の親子が学んだ 子どもの英語「超効率」勉強法』（かんき出版）